# مرگ دیگری
مرگ دیگری فیلمی به کارگردانیِ محمدرضا هنرمند و نویسندگیِ محسن مخملباف و ساختهٔ سالِ ۱۳۶۱ است.

## بازیگران
- محمد کاسبی
- جعفر دهقان
- حمید شریفیان
- محمدحسین صایمی
- علی نقی وفاییفرد
- اسحاق معینی
- مجید مجیدی